# Jargeau
Jargeau è un comune francese di 4 616 abitanti situato nel dipartimento del Loiret nella regione del Centro-Valle della Loira, nel cantone di Châteauneuf-sur-Loire, sulla riva sinistra della Loira, di fronte al comune di Saint-Denis-de-l'Hôtel.
Jargeau, città giovannea celebrata un tempo per il suo porto fluviale sulla Loira, è rinomata per la sua chiesa di Saint-Étienne de Jargeau, la sua andouillette de Jargeau e il suo carnevale.
Il comune si trova nel perimetro della valle della Loira iscritto nel patrimonio dell'umanità dell'UNESCO..

## Società

### Evoluzione demografica
Abitanti censiti